# 농상집요
농상집요(農桑輯要)는 1273년 원나라에서 편찬된 중국의 농서이다.

## 개요
『농상집요』가 성립된 것은 1273년으로, 원이 금을 멸하고 남송(南宋)에 대한 공세를 강화해 나가던 시대였다. 이어지는 전란 속에서 황하 유역의 농업 생산성은 떨어져가는 가운데, 각지에 배포하여 농업 지도에 활용하기 위한 공적인 지도서로써 『농상집요』가 집필된 것이다.
또한 일반적으로 원 왕조는 「상업 중시 ・ 농업 경시」 정책을 펼친 것으로 여겨지고 있으나, 역대 중국 왕조를 통틀어 보더라도 관이 주도하여 저술한 농서는 이 책이 최초이며, 이 책의 존재가 원 왕조가 상업뿐 아니라 농업도 중시하는 자세를 보였음을 알려준다. 
관찬 도서였기에 찬자의 이름은 밝히고 있지 않지만, 다양한 자료에 남겨진 단편적인 기재들을 총합해 보면 繆啓愉 외에도 맹기(孟祺)나 양사문(暢師文), 묘호겸(苗好謙) 등이 편찬에 가담했다는 것이 판명된다.
『농상집요』는 원대로부터 내려오는 판본에 더해 명대(明代)의 『영락대전』(永楽大典)을 교정한 것이 청대의 『사고전서』(四庫全書)에 수록되어 있다. 현행 출판본은 원대의 판본을 저본으로 한다.

## 내용
『농상집요』는 전7권으로 구성되어 중국 북방 지역의 농업을 대상으로 하며 농업과 양잠 모두를 다 같이 중요한 내용으로 다루고 있다. 그 개략은 다음과 같다.
- 권1:농업의 기원, 농업론 전반
- 권2:총론, 땅 고르기, 종자 고르기, 종자 처리 방법 및 재배 방법에 대한 각론
- 권3:뽕나무 재배 방법
- 권4:양잠 방법
- 권5:채소 및 과일 재배 방법
- 권6:대나무 및 약초 재배 방법
- 권7:축산 및 어업 등

내용 대부분이 『제민요술』(斉民要術), 『사농필용』(士農必用), 『무본신서』(務本新書), 『사시찬요』(四時纂要), 『한씨직설』(韓氏直説) 등 기존의 중국 농서에서 인용한 것이다. 그러나 그 와중에도 전대의 농서에 실린 미신적인 내용들을 합리적으로 취사선택하여 새로운 해석을 더하는 등 진일보한 면도 있다. 
이러한 전대의 농서를 기초로 북방 지구에 초점을 맞추어 경작과 양잠을 설명하고 또한 경제성이 있는 작물인 목화나 호마(胡麻)의 재배 기술을 중시한 내용은 당시로써는 지극히 실용적인 것이었다.

## 한국으로의 전래
한국에서는 공민왕 21년(1372년) 한국 최초의 농업서로서 이암에 의해 고려에 간행되었다. 또한 1517년 태종 시기의 농상집요에서 밭갈이와 벼, 보리, 밀 재배 기술을 이두로 주해한 농서집요(農書輯要)가 편찬되었다.
조선시대에는 농상집요를 번역하여 농가의 양잠에 참고서로 이용하게 하였다.